# Stor-Korbesjön
Stor-Korbesjön är en sjö i Vindelns kommun i Västerbotten och ingår i Umeälvens huvudavrinningsområde. Sjön har en area på 1,69 kvadratkilometer och ligger 237 meter över havet. Sjön avvattnas av vattendraget Satmyrån.

## Delavrinningsområde
Stor-Korbesjön ingår i det delavrinningsområde (712913-166374) som SMHI kallar för Utloppet av Stor-Korbesjön. Medelhöjden är 268 meter över havet och ytan är 12,43 kvadratkilometer. Det finns ett avrinningsområde uppströms, och räknas det in blir den ackumulerade arean 40,08 kvadratkilometer. Satmyrån som avvattnar avrinningsområdet har biflödesordning 3, vilket innebär att vattnet flödar genom totalt 3 vattendrag innan det når havet efter 93 kilometer. Avrinningsområdet består mestadels av skog (75 procent). Avrinningsområdet har 1,7 kvadratkilometer vattenytor vilket ger det en sjöprocent på 13,7 procent.